# 范建中
范建中（？—1800年），清朝政治人物。漢軍鑲黃旗人。
清初重臣范文程玄孫。范时捷之孙。襲一等男爵位。曾任户部尚书、署正黄旗汉军都统、杭州将军等職。嘉慶五年（1800年）卒。